# 圣彼得鲁尔
圣彼得鲁尔（匈牙利語：Szentpéterúr）是匈牙利佐洛州所辖的一个村，总面积15.96平方公里，总人口1035，人口密度64.8人/平方公里（2010年1月1日）。